# You Never Know
You Never Know är en låt av den svenska eurodancegruppen Solid Base, släppt som den fjärde singeln från deras debutalbum, Finally. Den sjungs av sångaren Isabelle Heitman, som också var med och skrev texterna och gjorde succé särskilt i Skandinavien, där den toppade som plats 4 i Norge och plats 12 i Finland. En tillhörande musikvideo gjordes också till låten, filmad i Gamla stan och regisserad av Mark Nava i Stockholm.

## Låtlista
- CD-maxi, Skandinavien

1. "You Never Know" (originalversion) – 2:58
2. "You Never Know" (Extended Mix) – 4:19
3. "You Never Know" (Peo De Pit Mix) – 3:46
4. "You Never Know" (Viennas Short Mix) – 3:55
5. "You Never Know" (Peo De Pit X-10-Ded-Mix) – 5:28

- CD-maxi (remixer), Skandinavien

1. "You Never Know" (Funk Mix) – 3:40
2. "You Never Know" (R&B-mix) – 3:28
3. "You Never Know" (Extended Funk Mix) – 4:18
4. "You Never Know" (Extended R&B Mix) – 3:51
5. "You Never Know" (originalversion) – 2:58